# Plafond tendu
 (février 2013).
Si vous disposez d'ouvrages ou d'articles de référence ou si vous connaissez des sites web de qualité traitant du thème abordé ici, merci de compléter l'article en donnant les références utiles à sa vérifiabilité et en les liant à la section « Notes et références ».

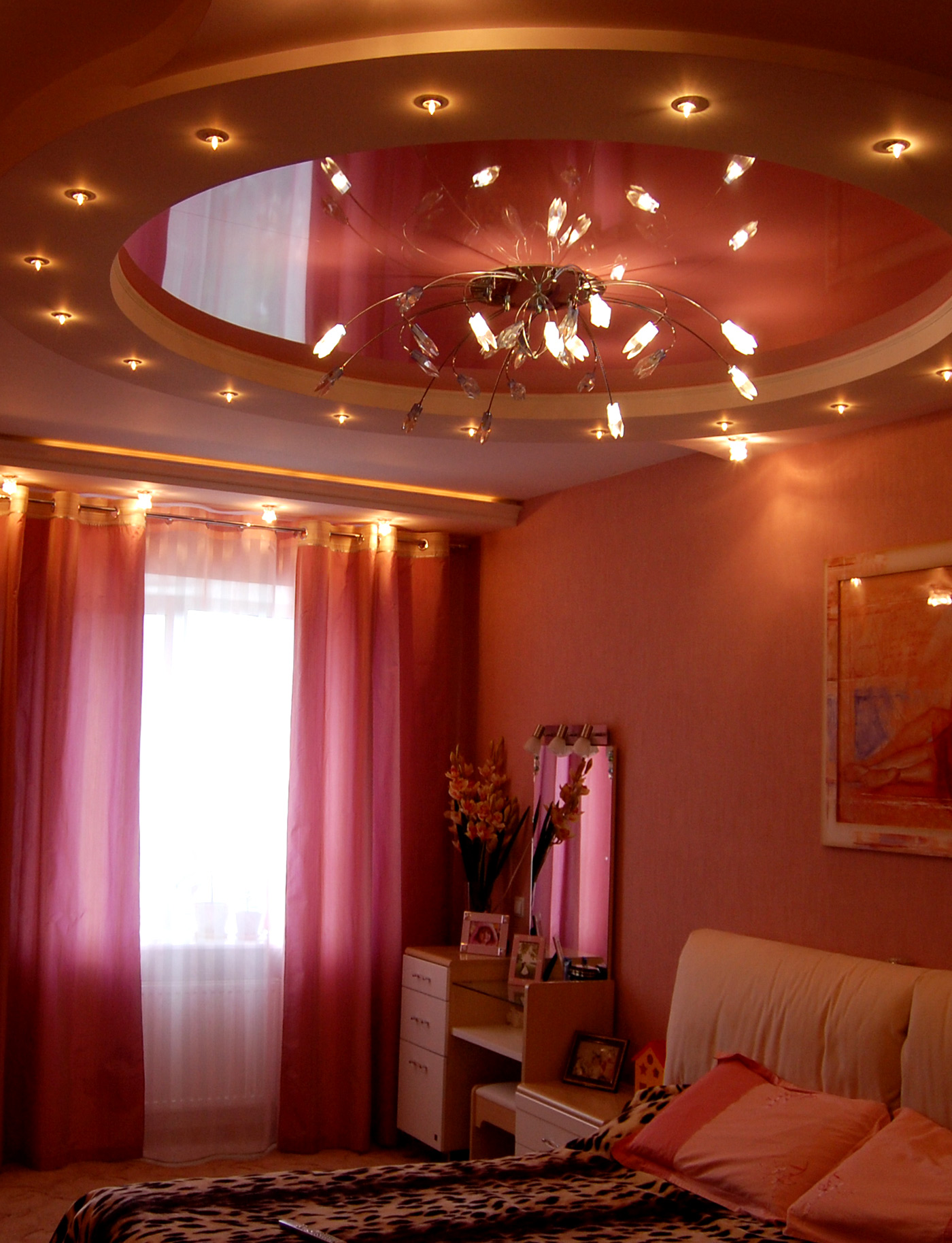
Un plafond tendu.

Le plafond tendu est une technique de décoration des plafonds liée à l'utilisation d'un matériau appelé communément « toile » et dérivé du PVC. Né à la fin des années 1960 en Suède, le plafond tendu est importé, puis fabriqué en France dans les années 1970.
Il s'agit d'une toile de vinyle souple extensible. La chaleur générée par un canon à air chaud permet de ramollir cette toile pour que l'installateur puisse la tendre et la fixer sur des profilés installés au périmètre de la pièce à équiper. Disponible en plus d'une centaine de couleurs, le plafond tendu se décline aussi en mat, satiné, laqué (effet miroir), effet suède, translucide rétro-éclairable. Il est aussi possible de réaliser des formes 3D avec ce type de produit.

## Normes européennes
Le plafond tendu est réglementé et doit être posé selon des normes précises. Parmi celles-ci, la norme NF EN 14716 souligne les principaux points liés au plafond tendu tels que l’évolution du feu en cas d’incendie, les différentes caractéristiques environnementales, la résistance face aux aléas variés dont la lumière, la réaction face aux problèmes d’humidité et à la vapeur d’eau. La norme NF EN 14716 est désormais européenne et suivie dans l’univers professionnel.

## Technique de pose

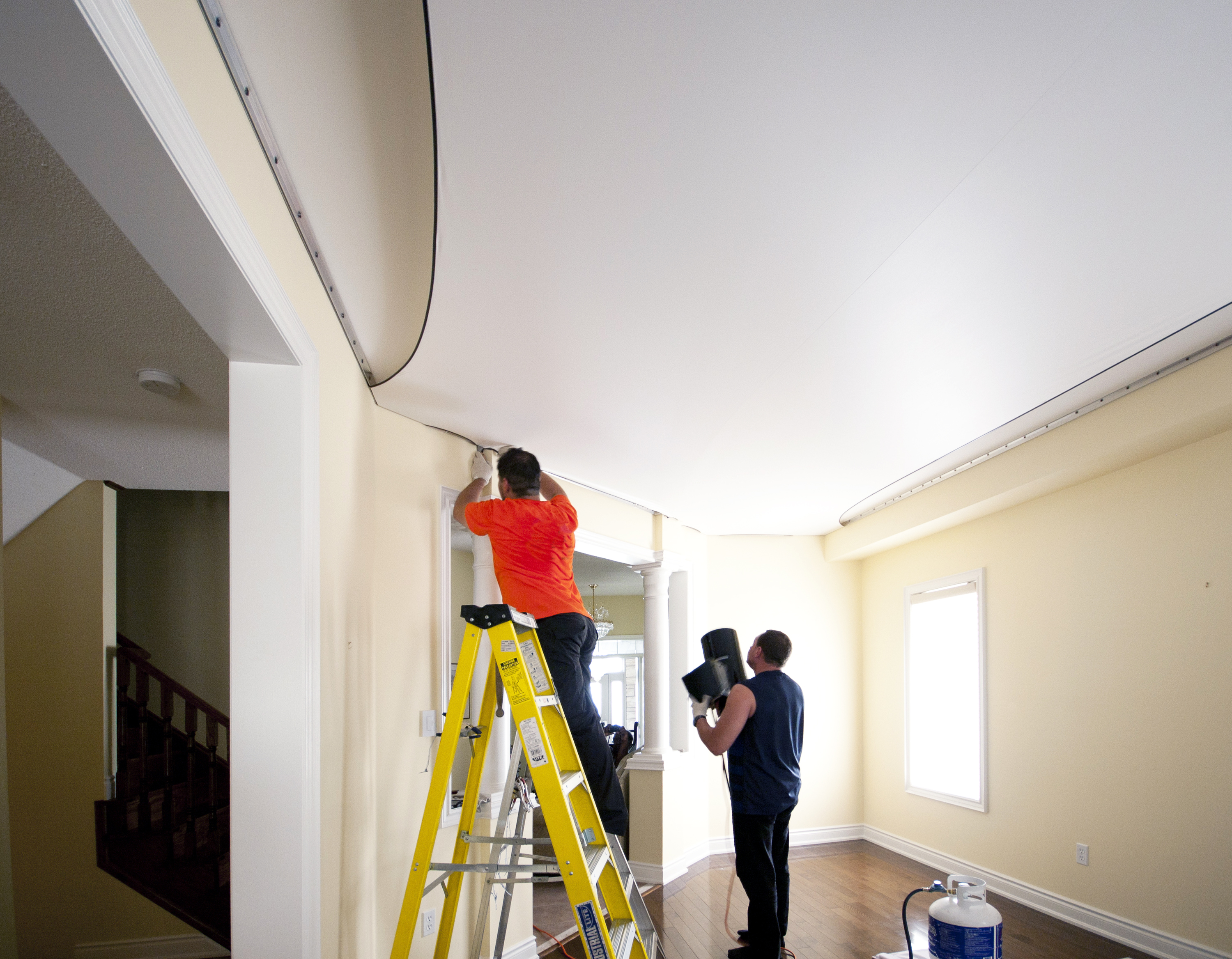
Pose d'un plafond tendu. Un des ouvriers fixe la toile, que l'autre détend avec un canon à chaleur.

La technique de pose passe par un enregistrement très précis des mesures du plafond à transformer, les soudures (haute fréquence) étant faites en usine. L'exercice de pose consiste à fixer une cornière (appelée aussi « lisse » ou « profilé ») en PVC ou en aluminium sur la totalité du périmètre du plafond. L'installateur procède alors à l'extension proprement dite, en dirigeant vers la toile un jet de chaleur au moyen d'un mini canon à chaleur. Une fois étendue, la toile peut être fixée. En se refroidissant, elle cherche à reprendre ses dimensions initiales, mais comme elle est fixée au mur, elle se tend au lieu de se rétracter.
Au fil de l'évolution des technologies, la température de chauffe nécessaire à l'extension a diminué, au point que certains fabricants proposent en 2008 des toiles dites « à froid » ne nécessitant pas de chauffage, la majorité des fabricants restant toutefois sur une technique nécessitant un chauffage de la toile et de la pièce à une température d'environ 40 °C à 60 °C en partie haute de la pièce.
Propriétés : prescrit au départ par les architectes comme élément purement décoratif, le plafond tendu est devenu au fil des ans un moyen efficace pour les promoteurs de gagner du temps sur un chantier, notamment grâce au faible temps de pose (une journée pour 50 m2 pour un homme seul), à l'absence de préparation du support et à la possibilité de travailler sans risques en milieu occupé par des meubles ou d'autres corps de métier (pas d'obligation de bâchage ni d'enlever les meubles).
En rénovation, il permet, hormis le côté décoratif, de cacher des plafonds nécessitant un gros travail de préparation ou présentant des fissures à répétition. La durée de vie de ce plafond est largement supérieure à une dizaine d'années, et il est nettoyable et réutilisable.
Le matériau seulement disponible en blanc mat à l'origine est à présent décliné dans la totalité des gammes mat, satiné, laqué-brillant ou avec des dessins caractéristiques.
Des toiles très spécifiques ont fait leur apparition sur ce marché :  toiles acoustiques, mais aussi bénéficiant de traitement bio-actifs : anti-acariens, antibactérien, antistatique, mais également fongicide et bénéficiant de classement M1 (haute résistance à l'incendie).
Depuis les années 2000, les plafonds tendus se tournent vers la domotique et proposent des toiles lumineuses, réostatiques, micro-perforées, aéroliques, et même spécifiques au milieu hospitalier.
À noter l'absence de démocratisation auprès du grand public, le produit ne pouvant être vendu en grande surface, puisqu'il nécessite obligatoirement l'intervention de professionnels pour la pose.